# 宣王 (楚)
宣王（せんおう）は、中国の戦国時代の楚の王。姓は羋、氏は熊。諱は良夫。悼王の子。紀元前370年、兄の粛王が死去すると、後を嗣いで楚王となった。威王の父。

## 生涯
宣王17年（紀元前353年）、魏が趙の邯鄲を攻撃したため、趙は楚の援軍を求めた。楚の令尹の昭奚恤は軍の派遣に反対したが、宣王は景舎の意見を容れて出兵を決めた。景舎に軍を率いさせて出兵させると、趙の邯鄲は魏軍に攻め落とされたものの、楚軍は睢水と澮水のあいだの地を魏から奪うことができた。ときに昭奚恤は楚の権臣として勢威を振るったが、江乙は昭奚恤を憎み、宣王に昭奚恤を憎ませようと、たびたび画策した。宣王29年（紀元前341年）、斉の田忌が斉の相の鄒忌に憎まれて、楚に亡命してきた。
宣王30年（紀元前340年）、宣王は薨去した。在位30年。